# Estación San Juan (Belgrano)
La estación San Juan del Ferrocarril General Belgrano era la principal estación ferroviaria de trocha angosta de la capital de la Provincia de San Juan, en Argentina.
Formaba parte del ramal A2 del Ferrocarril Belgrano. Desde finales de la década de 1990 la estación se encuentra clausurada y aislada de la red ferroviaria.
En su edificio funciona el Instituto y Museo de Ciencias Naturales dependiente de la Facultad de Ciencias Exactas Físicas y Naturales de la Universidad Nacional de San Juan.

## Galería

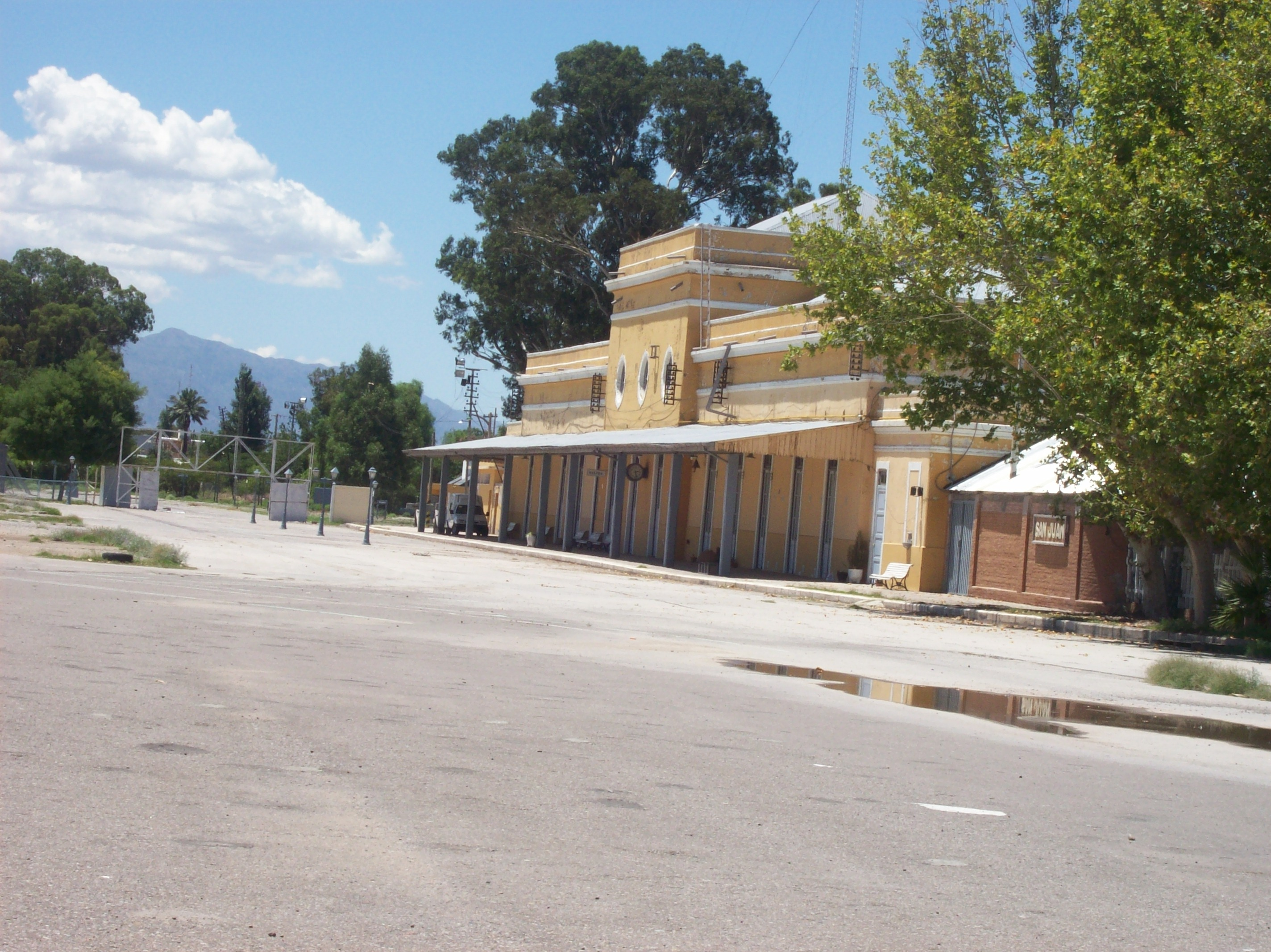
Andén de la estación
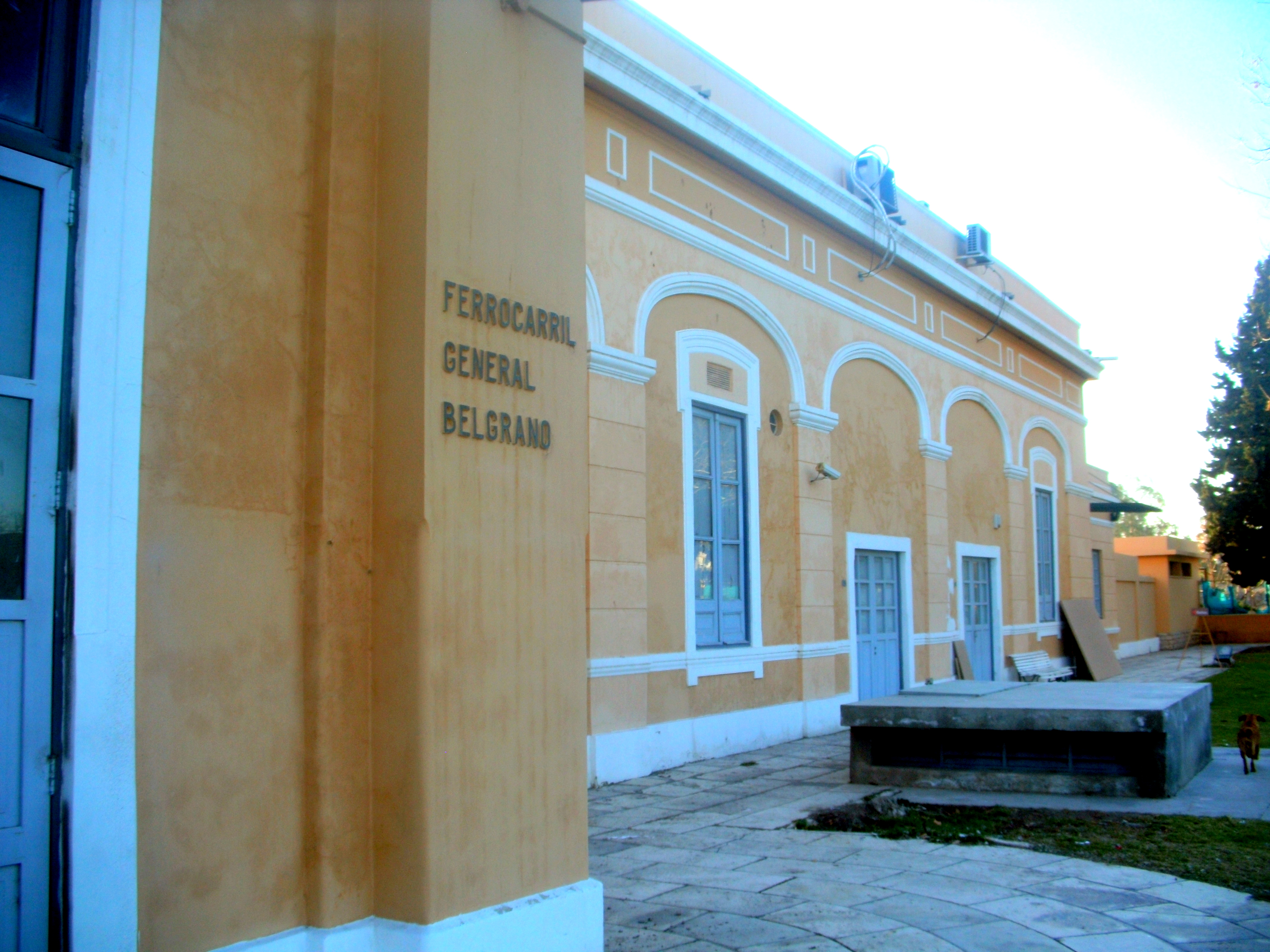
Leyenda Estación Belgrano intacta
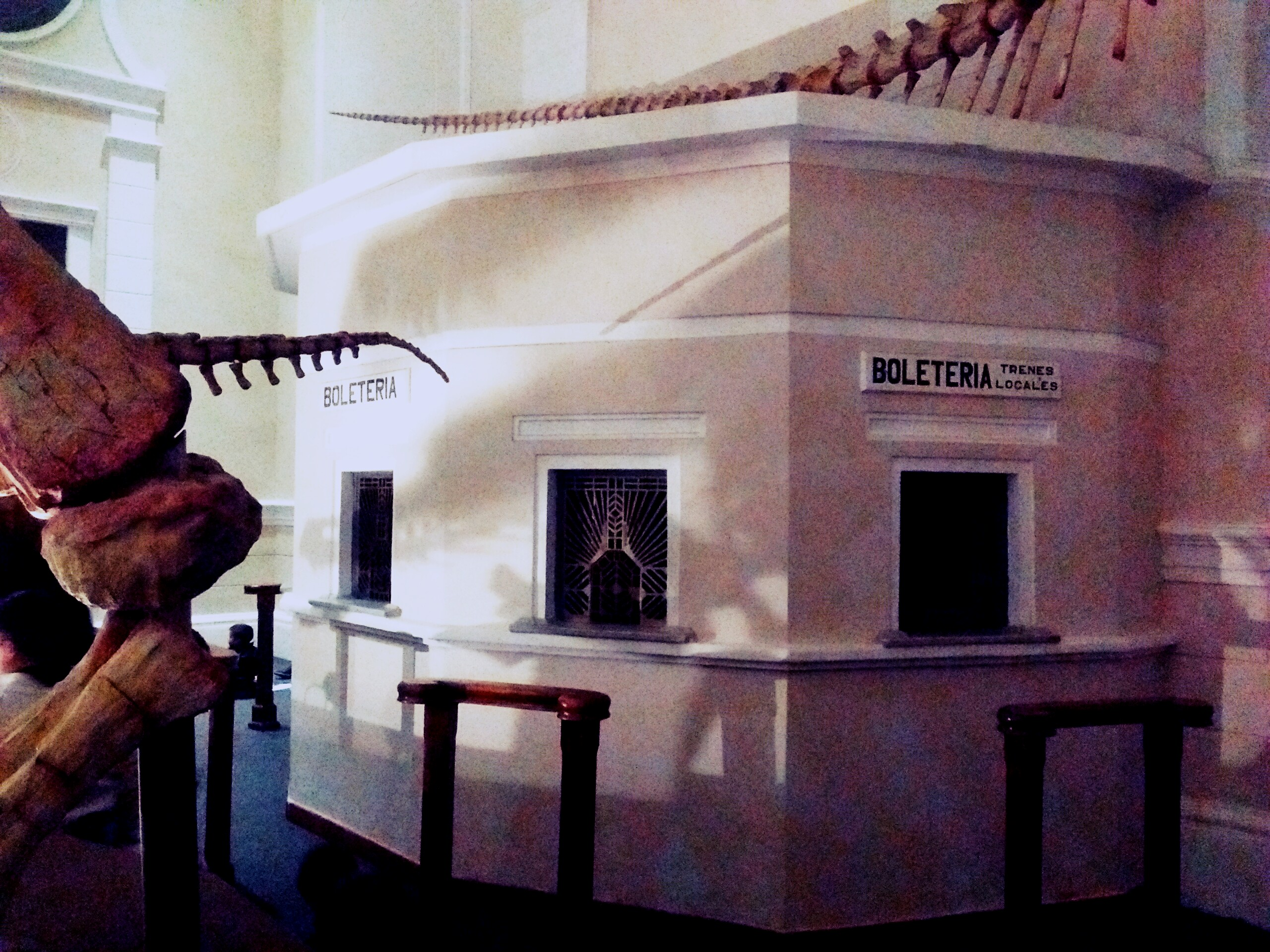
Boletería de la ex estación intacta en medio de una exposición de dinosaurios